# Markus Grimm (Sänger)

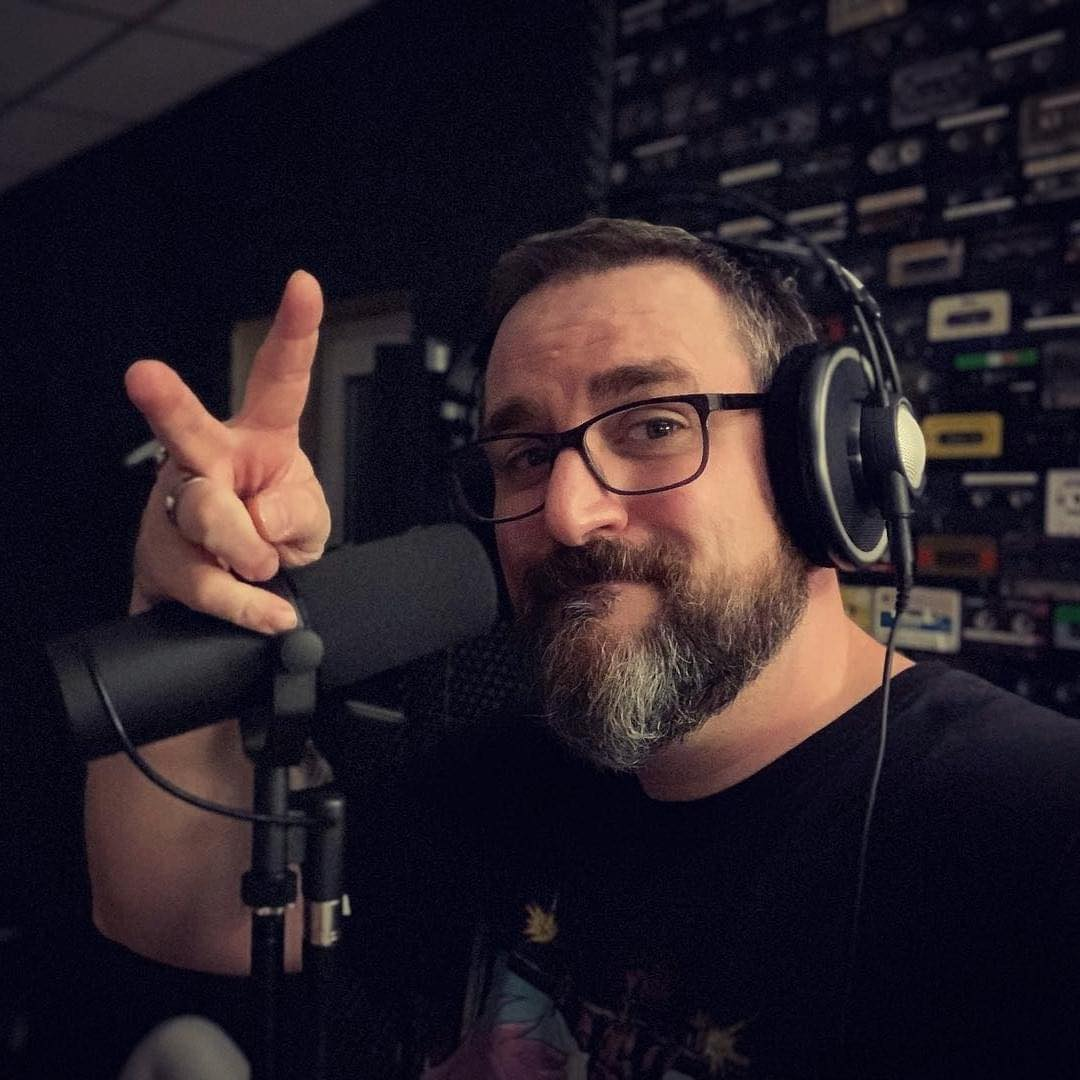
Markus Grimm, 2020

Markus Grimm (* 5. Mai 1979 in Moers, Nordrhein-Westfalen) ist ein deutscher Sänger, Liedermacher, Moderator, Musikjournalist und Autor.

## Werdegang

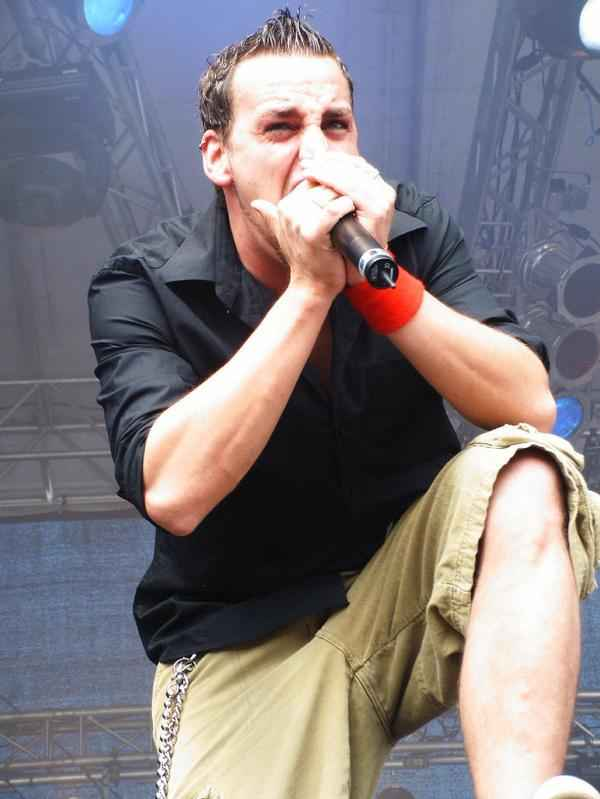
Markus Grimm live, 2004

Markus Grimm stand schon im Kindergartenalter mit einem Chor auf der Bühne und machte erste Erfahrungen mit Theaterspiel. Grimm schreibt seit seinem 17. Lebensjahr eigene Lieder und sang und spielte Gitarre in der Formation Cabrit Sans Cor, mit der er 2003 das Demo Grid of Grief veröffentlichte. Grimm absolvierte ein dreijähriges Schauspiel- und Theaterpädagogikstudium und schrieb ein Musicalstück.
2004 bewarb sich Grimm bei der ProSieben-Sendung Popstars – Jetzt oder nie!. Am 8. Dezember 2004 wurde er als einer der Sieger des Wettbewerbs Mitglied der im Rahmen der Show entstandenen Band Nu Pagadi. Die erste Single Sweetest Poison erreichte in Deutschland, Österreich und der Schweiz die Spitze der Charts. Auch das veröffentlichte Debütalbum Your Dark Side belegte in Deutschland für eine Woche Platz eins der Verkaufscharts. Trotz der anfänglichen Erfolge löste sich die Band schon neun Monate nach ihrem Entstehen aufgrund musikalischer und persönlicher Differenzen im September 2005 wieder auf.
Seitdem arbeitet Grimm an seiner Solokarriere als Musiker, Moderator und Schriftsteller. Im April 2006 wurde die selbst geschriebene Single Fight Back veröffentlicht, die als Soundtrack zum PlayStation-2-Spiel Metal Slug 5 fungierte. Auf einer Version des Songs ist auch sein ehemaliger Bandkollege Patrick „Pat“ Boinet zu hören. Einen weiteren von einem PC-Spiel (namentlich Another World) inspirierten Song veröffentlichte er 2007 als Gratis-Download online. Neben der Arbeit und Veröffentlichung verschiedener Songtexte für andere Künstler (etwa für Claus Eisenmann, ehemals bei Söhne Mannheims) war Grimm als Hörspielsprecher an Folgen für die Hörspielserien Codename Sam und Tony Ballard beteiligt.
Am 19. Januar 2009 erschien mit dem Buch Cosmic Dancer eine Sammlung verschiedener Gedichte, Kurzgeschichten und Liedtexte aus dem Zeitraum zwischen 1997 und 2007. Am 17. August 2009 ist mit Grimms Märchen reloaded sein zweites Buch erschienen, in dem die Märchen der Brüder Grimm in die heutige Zeit versetzt werden. Im September 2009 folgte das Buch Sex, Drugs & Castingshows. Die Wahrheit über DSDS, Popstars & Co. Das Buch bietet einen Blick hinter die Kulissen der Castingshows und wurde zusammen mit dem Star-Search-Gewinner Martin Kesici geschrieben.
Bei Grimms Lesetour Grimm liest Grimm las er im Sommer 2009 in alten Schlössern Kindern die Märchen seiner Vorfahren vor und versucht, diese ihnen interaktiv näherzubringen. Im Februar 2010 erschien das Kinderbuch Fleckies Reise.  Als Fortsetzung ist im September 2010 Fleckies Speise mit Rezepten von unter anderem Brian May, Christian Rach, Nevio, Milka Loff Fernandes, Akay, Eckart Witzigmann und Alfons Schuhbeck erschienen. Fleckies Zirkus ist im Juli 2011 erschienen.
Grimm moderiert regelmäßig seit Herbst 2008 die Technik- und Lifestyle-Sendung Tekknissimo für den Musiksender iMusic1. Zudem schreibt er als Musik- und Medienredakteur für das Magazin plugged sowie eine Kolumne im Magazin EXIT mit dem Namen Markus Grimm’s Kabelsalat. In Zusammenarbeit mit dem Komponist Richard Geppert schreibt Grimm gemeinsam mit anderen Künstlern wie Moses Pelham an dem Musik-Projekt Neue Winterreise, welche der Winterreise von Franz Schubert nachempfunden ist. Zudem schreibt Grimm Dialoge und Texte für Gepperts neue Musicalproduktion.

Im März 2011 hat Richard Geppert die Arbeit an neuen Songs mit Markus Grimm aufgenommen. Die Texte zu seinen Liedern schreibt Grimm selbst.

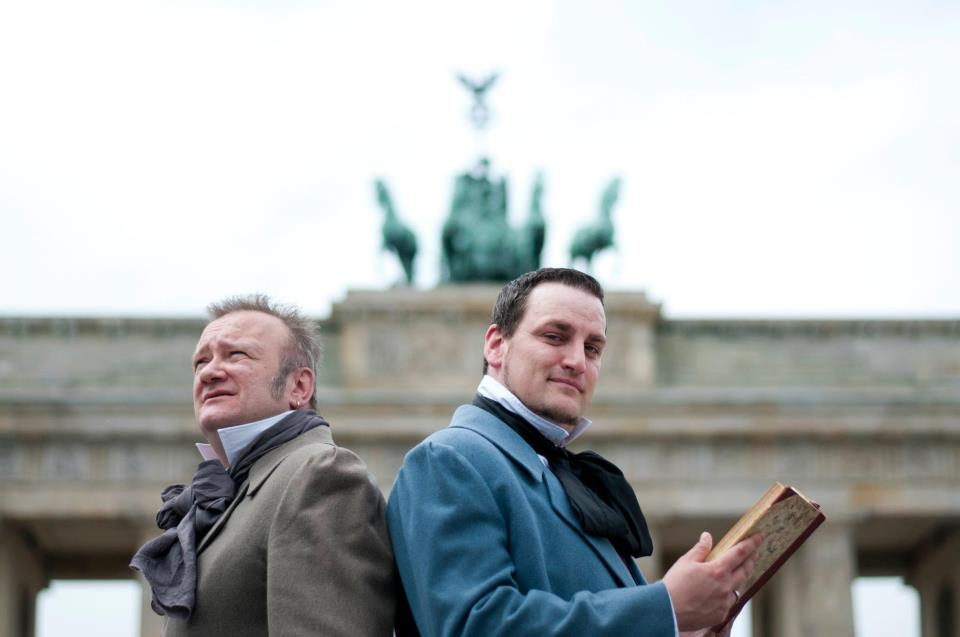
Zum 200. Jubiläum der Brüder Grimm gründeten Michael und Markus Grimm das Projekt Grimm trifft Grimm

Im Juni 2011 unterschrieb Markus Grimm einen Vertrag bei Universal Music Family Entertainment für seine Kinderbuchreihe Fleckie. Die ersten beiden „HörSpielBücher“ Fleckies Reise und Fleckies Zirkus erschienen Anfang August 2011. Grimm sprach die Bücher als inszenierte Lesung selbst ein. Für die Produktion und Vertonung zeichnete KiCo Media verantwortlich, die bereits erfolgreiche Serien wie Lauras Stern oder Pettersson und Findus umsetzten.
Am 10. August 2012 erschien die erste Single der heutigen Brüder Grimm Der Geschichtensammler. Grimm trifft Grimm, eine Doppel-CD, erschien am 28. September 2012 bei Universal. Dabei handelte es sich um vertonte Märchen und märchenhafte Songs zum 200. Jubiläum des ersten Bandes Kinder- und Hausmärchen der Brüder Grimm, die von Michael Grimm (Ex-Extrabreit – KICO Media) und Markus Grimm gesungen und gelesen werden.
Mit Richard Geppert setzte Grimm 2013 die Songs für das Heidelberg Musical The Wedding um.
Markus Grimm ist als Sprecher für Hörspiele und Apps (Ravensburger Digital Das tapfere Schneiderlein) und als Live-Moderator sehr gefragt und moderiert verschiedene Events, wie zum Beispiel den CSD in Nürnberg.
Am 30. Mai 2014 veröffentlichten über 30 Künstler, darunter Markus Grimm, Holger Edmaier (Initiator), Hella von Sinnen, Klaus Nierhoff, Steffi List und Käthe Köstlich zusammen den Song 100 % Mensch für mehr Gleichberechtigung für Lesben, Schwule und Transgender. Der komplette Erlös der Benefits Single kommt der Hirschfeld-Eddy-Stiftung zugute. Der Song wurde von den verschiedenen Künstlern auf vielen Festivals 2014 aufgeführt.
Ab Februar 2014 war Markus Grimm mit Grimm trifft Grimm an der Produktion des im Herbst 2015 veröffentlichten Albums Der kleine Prinz zum gleichnamigen bekannten Buch beteiligt, für das er als Texter mehrere Songtexte beigesteuerte, und ebenfalls als Sänger zu hören ist. Unter anderem sind Jini Meyer (Luxuslärm), Tim Wilhelm, (Münchener Freiheit), Tobias Künzel (Die Prinzen) und Volker Rosin auf dem Album vertreten.
Für die Education-CD-Serie von Universal Family Entertainment Familie Sonntag – Unsere schönsten Lieder zum Englisch lernen und Unsere schönsten Einmaleins-Lieder (Veröffentlichung am 31. Juli 2015) steuerte Grimm über zwanzig Songtexte bei. Seit 2015 präsentiert er vierteljährlich das von ihm entworfene Newcomer-Format Soundcouch. Mit einem roten Designer-Aufblas-Sofa geht er an für Musik ungewöhnliche Orte und bittet Newcomer, Bands und Singer/Songwriter zum Interview und zur akustischen Performance ihrer Lieder.
2017 schrieb Grimm Songtexte für das Liederalbum zu der Kinder-Animationsserie Mascha und der Bär, welches im Frühjahr 2017 bei Sony/Europa erschien. 2017 folgte mit „Es war einmal… unsere Märchenlieder“ die zweite CD zum Projekt „Grimm trifft Grimm“. Im März 2018 erschien im Münchner Smart&Nett Verlag Grimms Buch Märchen, die das Leben schrieb,  eine Sammlung autobiografischer Geschichten und moderner Märchen inklusive einer begleitenden CD mit sechzehn Songs, die den Geschichten folgen oder diese musikalisch in Szene setzen. Mit dem gleichnamigen Programm zum Buch ging Grimm in einer Trio-Besetzung mit Klavier, Gitarre und Gesang auch auf Tournee.
Ab März 2017 schrieb Markus Grimm die wöchentlich immer dienstags erscheinende Kolumne Grimms Kolumne in der Tageszeitung NRZ.
Als freier Songtexter ist er im Team der KiCo Media beheimatet und dort an verschiedenen CD-Produktionen aus dem Bereich Familien-Entertainment beteiligt. Dort hat er seit 2018 mit Viva la Lebkuchenhaus seine eigene Verlagsedition.
Seit Oktober 2017 ist Markus Grimm mit Ben Grimm verheiratet.
Ende April 2021 veröffentlichte Grimm seine neue Single Wolken. Im August 2021 folgte die Single Flieg mit mir.
Im November 2021 wechselte er für ein TV-Format erstmals hinter die Kamera und übernahm die Musikredaktion für die dritte Staffel des RTL-Formates I Can See Your Voice für Tresor TV.
Im April 2022 veröffentlichte Grimm in Zusammenarbeit mit dem Textilunternehmen H&M das Kinderbuch Button - Ein Knopf und seine Abenteuer. Zudem war Grimm Jurymitglied in der Sat.1-Musikshow All Together Now, deren Jurymitglieder aus 100 Profimusikern bestand.
Als selbsternannter „Wurstfluencer“ begann Grimm in TikTok-Videos Bratwürste zu testen und brachte 2023 dadurch eine eigene Käsebratwurst und eine Gewürzmischung auf den Markt. Am 01.09.23 veröffentlichte er die Single Bratwurst (TikTok Version).
Seit Frühjahr 2024 ist Markus Grimm mit seinem „Grimm testet“ Format wiederkehrend innerhalb von Achtung Kontrolle! auf Kabel Eins zu sehen. Dabei testet er Streetfood Festivals und angesagte neue Foodtrends.
Am 23. Mai 2024 durfte Markus Grimm sich, für seine Verdienste um die öffentliche Wahrnehmung der Stadt, gemeinsam mit Detlef Steves ins Goldene Buch seiner Heimatstadt Moers eintragen.

## Diskografie

### Mit Nu Pagadi
siehe Nu Pagadi#Diskografie (2004–2005)

### Solo
- 2006: Fight Back (Single)
- 2007: Another World Last Drop of Pop
- 2009: Vorbei (Single)
- 2012: Der Geschichtensammler (Single) – Grimm trifft Grimm
- 2013: Die Geschichtensammler (Album) – Grimm trifft Grimm
- 2013: Living Stories: Das tapfere Schneiderlein von Ravensburger Digital GmbH
- 2016: Der kleine Prinz - Sternenträumer Liederalbum
- 2017: Es war einmal... - Unsere Märchenlieder (Album) – Grimm trifft Grimm
- 2018: Leinen los (Single)
- 2018: Bretter (Single)
- 2018: Märchen, die das Leben schrieb ... (Album)
- 2021: Wolken (Single)
- 2021: Flieg mit mir (Single)
- 2022: Stille (Single)  – Markus Grimm feat. Kristina Dörfer
- 2023: FMM (Sommermix) (Single)
- 2023: Bratwurst (TikTok Version) (Single)
- 2025: Am Ende (Single)
- 2025: Dieser Sommer wird Gold (Single)

### Als Gastmusiker
- 2010: Control Me – Jackleg feat. Markus Grimm (Single)
- 2014: 100 % Mensch - Der Benefitzsong (Single)

## Veröffentlichungen
- Cosmic Dancer. Neumann, ISBN 3-941041-04-5.
- Grimms Märchen reloaded. Neumann, ISBN 3-941041-10-X.
- mit Martin Kesici: Sex, Drugs & Castingshows. Die Wahrheit über DSDS, Popstars & Co. riva, ISBN 978-3-86883-023-1.
- Fleckies Reise (Das interaktive Kinderbuch). Lokomotion, ISBN 978-3-940508-20-1.
- Fleckies Speise (Das Kinderkochbuch). Lokomotion, ISBN 978-3-940508-26-3.
- Fleckies Zirkus. Lokomotion, ISBN 978-3-940508-25-6.
- Märchen, die das Leben schrieb ...  Smart & Nett, ISBN 978-3-946406-22-8.
- Button - Ein Knopf und seine Abenteuer (Kinderbuch-Veröffentlichung für H&M)

## Fernsehprojekte
- Moderator der Technik- und Lifestyle-Sendung Tekknissimo für den Musiksender iMusic1.
- Januar 2009: taff-Wochenserie Die Perfekte Promi-Party
- Januar 2010: taff-Wochenserie Projekt Paradies – Vier Promis beim Heilfasten
- 16. Dezember 2010: WDR-Studio Duisburg Lokalzeit berichtet über Markus und Fleckie, die zu einer Lesung aus „Fleckies Reise“ und zum Kochen aus „Fleckies Speise“ einen Moerser Kindergarten besuchen
- 2. Februar 2011: ZDF log in Live-Diskussion zum Thema „Generation Casting: Seelenstriptease oder Superchance?“ mit Markus Grimm, Dieter Falk, u. a.[22]
- 23. Mai 2011: VOX Pseudo-Doku-Soap „mieten, kaufen, wohnen“
- 10. September 2011: ProSieben Doku „Der Glücksreport“
- 12. September 2011: VOX Doku-Soap „Die Einrichter“
- 5. Mai 2012: VOX Haustiermagazin „hundkatzemaus“ mit Labrador „Boog“
- Dezember 2012: „Grimm trifft Grimm“ in der „ZDF-Adventsshow“ und bei Sat1 „WeckUp“
- 4. Dezember 2013: WDR „NRW-Duell“ mit Bernd Stelter, Thema: Märchen
- 2021: als Musikredakteur in der RTL-Show „I Can See Your Voice“
- 2022: Jurymitglied bei „All Together Now"“ (Sat.1)
- 2023: taff-Wochenserie Castingstars
- seit 2024: Achtung Kontrolle! – „Grimm testet“ (Kabel Eins)